# البؤساء (مسلسل 2018)
البؤساء (بالإنجليزية: Les Miserables) دراما برؤية جديدة لرواية البؤساء لفكتور هوغو تتحدث عن (جان فالجان) الذي يهرب من المحقق (جارفت) الذي يطارده من أجل القبض عليه بتهم متعددة في فرنسا في الفترة ما بعد نهاية حكم (نابليون بونابرت) في باريس. المسلسل من إخراج توم شانكلاند.

## بطولة
- دومينيك واست بدور جان فالجان.
- ديفيد أويلو بدور جافرت.
- عديل اختار بدور السيد تيناردييه.
- ديفيد برادلي بدور جيلينورماند.
- إيما فيلدينغ بدور نيكوليت.
- إينزو سيلنتي بدور ريفيت.
- أوليفيا كولمان بدور السيدة تيناردييه.
- ليلي كولينز.
- إيلي بامبر بدور كوزيت.
- دونالد سومبتير.
- جوش أوكونور.[4]